# Billie Jean King Cup Finals 2022
La Billie Jean King Cup Finals 2022, prèviament coneguda com el Grup Mundial de la Copa Federació de tennis, correspon al nivell més alt de la Billie Jean King Cup 2022.

## Equips
Els dotze equips nacionals que van participar en l'esdeveniment es van classificar segons: els dos finalistes de l'edició anterior, el país organitzador, els vuit guanyadors de la fase de classificació i un més convidat.
| Austràlia (SF) | Bèlgica        | Canadà     | Eslovàquia |
| Espanya        | Estats Units   | Itàlia     | Kazakhstan |
| Polònia        | Regne Unit (A) | Suïssa (F) | Txèquia    |

### Caps de sèrie
1. Suïssa
2. Austràlia
3. Espanya
4. Txèquia

### Participants
Grup A
| Suïssa                  | Suïssa | Suïssa |
| ----------------------- | ------ | ------ |
| Capità: Heinz Günthardt |        |        |
| Jugadora                | RI     | RD     |
| Belinda Bencic          | 12     | 133    |
| Jil Teichmann           | 35     | 106    |
| Viktorija Golubic       | 77     | 90     |
| Simona Waltert          | 120    | 399    |

| Canadà                  | Canadà | Canadà |
| ----------------------- | ------ | ------ |
| Capità: Sylvain Bruneau |        |        |
| Jugadora                | RI     | RD     |
| Leylah Fernandez        | 40     | 76     |
| Bianca Andreescu        | 45     | 380    |
| Rebecca Marino          | 64     | 357    |
| Carol Zhao              | 163    | 564    |
| Gabriela Dabrowski      | 1012   | 7      |

| Itàlia                    | Itàlia | Itàlia |
| ------------------------- | ------ | ------ |
| Capitana: Tathiana Garbin |        |        |
| Jugadora                  | RI     | RD     |
| Martina Trevisan          | 28     | 244    |
| Lucia Bronzetti           | 56     | 585    |
| Jasmine Paolini           | 59     | 141    |
| Elisabetta Cocciaretto    | 65     | 397    |

Grup B
| Austràlia              | Austràlia | Austràlia |
| ---------------------- | --------- | --------- |
| Capitana: Alicia Molik |           |           |
| Jugadora               | RI        | RD        |
| Ajla Tomljanović       | 33        | 136       |
| Priscilla Hon          | 151       | 340       |
| Storm Sanders          | 237       | 10        |
| Ellen Perez            | 363       | 20        |
| Samantha Stosur        | 539       | 113       |

| Eslovàquia           | Eslovàquia | Eslovàquia |
| -------------------- | ---------- | ---------- |
| Capità: Matej Lipták |            |            |
| Jugadora             | RI         | RD         |
| A.K. Schmiedlová     | 100        | 1276       |
| Viktória Kužmová     | 146        | 89         |
| Rebecca Šramková     | 316        | 550        |
| Renáta Jamrichová    | 881        | –          |
| Tereza Mihalíková    | 984        | 48         |

| Bèlgica                 | Bèlgica | Bèlgica |
| ----------------------- | ------- | ------- |
| Capità: Johan Van Herck |         |         |
| Jugadora                | RI      | RD      |
| Elise Mertens           | 29      | 5       |
| Alison Van Uytvanck     | 54      | 183     |
| Marina Zanevska         | 81      | 177     |
| Ysaline Bonaventure     | 96      | 299     |
| Kirsten Flipkens        | 241     | 30      |

Grup C
| Espanya                           | Espanya | Espanya |
| --------------------------------- | ------- | ------- |
| Capitana: Anabel Medina Garrigues |         |         |
| Jugadora                          | RI      | RD      |
| Paula Badosa                      | 13      | 190     |
| Nuria Párrizas Díaz               | 72      | 335     |
| Cristina Bucșa                    | 107     | 151     |
| Rebeka Masarova                   | 132     | 189     |
| Aliona Bolsova                    | 193     | 59      |

| Kazakhstan                  | Kazakhstan | Kazakhstan |
| --------------------------- | ---------- | ---------- |
| Capitana: Iaroslava Xvédova |            |            |
| Jugadora                    | RI         | RD         |
| Ielena Ribàkina             | 22         | 442        |
| Yulia Putintseva            | 51         | 314        |
| Zhibek Kulambayeva          | 438        | 204        |
| Anna Danilina               | 517        | 11         |

| Regne Unit                | Regne Unit | Regne Unit |
| ------------------------- | ---------- | ---------- |
| Capitana: Anne Keothavong |            |            |
| Jugadora                  | RI         | RD         |
| Harriet Dart              | 98         | 120        |
| Katie Boulter             | 124        | –          |
| Heather Watson            | 133        | 115        |
| Alicia Barnett            | 817        | 60         |
| Olivia Nicholls           | –          | 63         |

Grup D
| Txèquia             | Txèquia | Txèquia |
| ------------------- | ------- | ------- |
| Capità: Petr Pála   |         |         |
| Jugadora            | RI      | RD      |
| Barbora Krejčíková  | 21      | 3       |
| Karolína Plísková   | 32      | 329     |
| Kateřina Siniaková  | 47      | 1       |
| Markéta Vondroušová | 99      | 119     |
| Karolína Muchová    | 149     | 498     |

| Estats Units            | Estats Units | Estats Units |
| ----------------------- | ------------ | ------------ |
| Capitana: Kathy Rinaldi |              |              |
| Jugadora                | RI           | RD           |
| Coco Gauff              | 7            | 4            |
| Madison Keys            | 11           | 56           |
| Danielle Collins        | 14           | 287          |
| Caty McNally            | 94           | 21           |
| Taylor Townsend         | 131          | 33           |

| Polònia            | Polònia | Polònia |
| ------------------ | ------- | ------- |
| Capità: Dawid Celt |         |         |
| Jugadora           | RI      | RD      |
| Magda Linette      | 49      | 44      |
| Magdalena Fręch    | 116     | 525     |
| Katarzyna Kawa     | 261     | 75      |
| Martyna Kubka      | 608     | 313     |
| Alicja Rosolska    | –       | 34      |

## Fase de grups

### Resum
| Grup | Primer     | Primer | Primer | Primer | Segon        | Segon | Segon | Segon | Tercer     | Tercer | Tercer | Tercer |
| Grup | País       | E      | P      | S      | País         | E     | P     | S     | País       | E      | P      | S      |
| ---- | ---------- | ------ | ------ | ------ | ------------ | ----- | ----- | ----- | ---------- | ------ | ------ | ------ |
| A    | Suïssa     | 2−0    | 5−1    | 10−4   | Canadà       | 1−1   | 4−2   | 9−4   | Itàlia     | 0−2    | 0−6    | 1−12   |
| B    | Austràlia  | 2−0    | 5−1    | 11−3   | Eslovàquia   | 1−1   | 3−3   | 6−8   | Bèlgica    | 0−2    | 1−5    | 4−10   |
| C    | Regne Unit | 1−1    | 4−2    | 9−4    | Espanya      | 1−1   | 3−3   | 6−8   | Kazakhstan | 1−1    | 2−4    | 6−9    |
| D    | Txèquia    | 2−0    | 4−2    | 8−4    | Estats Units | 1−1   | 3−3   | 7−7   | Polònia    | 0−2    | 2−4    | 5−9    |

### Grup A

#### Classificació
| CS | País   | Suïssa | Canadà | Itàlia | Punts | Partits | Sets | Pos. |
| 1  | Suïssa |        | 2−1    | 3−0    | 2−0   | 5−1     | 10−4 | 1    |
|    | Canadà | 1−2    |        | 3−0    | 1−1   | 4−2     | 9−4  | 2    |
|    | Itàlia | 0−3    | 0−3    |        | 0−2   | 0−6     | 1−12 | 3    |

#### Suïssa vs. Itàlia
| · Suïssa · 3 | Emirates Arena, Glasgow, Regne Unit 9 de novembre de 2022 Dura interior | Emirates Arena, Glasgow, Regne Unit 9 de novembre de 2022 Dura interior | · Itàlia · 0 |     |      |  |
| \| \| [2] \| \| 1 \| 2 \| 3 \| \| \| - \| --------------- \| ----------------------------------------------------------------- \| ---- \| --- \| ---- \| \| \| 1 \| Suïssa · Itàlia \| Jil Teichmann Elisabetta Cocciaretto \| 6 3 \| 4 6 \| 7 65 \| \| \| 2 \| Suïssa · Itàlia \| Belinda Bencic Jasmine Paolini \| 7 5 \| 6 3 \| \| \| \| 3 \| Suïssa · Itàlia \| Belinda Bencic / Jil Teichmann Jasmine Paolini / Martina Trevisan \| 7 65 \| 6 1 \| \| \| |                                                                         |                                                                         |              |     |      |  |
| | [ 2 ]                                                                   |                                                                         | 1            | 2   | 3    |  |
| 1 | Suïssa · Itàlia                                                         | Jil Teichmann Elisabetta Cocciaretto                                    | 6 3          | 4 6 | 7 65 |  |
| 2 | Suïssa · Itàlia                                                         | Belinda Bencic Jasmine Paolini                                          | 7 5          | 6 3 |      |  |
| 3 | Suïssa · Itàlia                                                         | Belinda Bencic / Jil Teichmann Jasmine Paolini / Martina Trevisan       | 7 65         | 6 1 |      |  |

#### Canadà vs. Itàlia
| · Canadà · 3 | Emirates Arena, Glasgow, Regne Unit 10 de novembre de 2022 Dura interior | Emirates Arena, Glasgow, Regne Unit 10 de novembre de 2022 Dura interior | · Itàlia · 0 |     |   |  |
| \| \| [3] \| \| 1 \| 2 \| 3 \| \| \| - \| --------------- \| ----------------------------------------------------------------------- \| ---- \| --- \| - \| \| \| 1 \| Canadà · Itàlia \| Bianca Andreescu Elisabetta Cocciaretto \| 7 63 \| 6 3 \| \| \| \| 2 \| Canadà · Itàlia \| Leylah Fernandez Martina Trevisan \| 6 0 \| 6 0 \| \| \| \| 3 \| Canadà · Itàlia \| Gabriela Dabrowski / Leylah Fernandez Lucia Bronzetti / Jasmine Paolini \| 6 1 \| 6 1 \| \| \| |                                                                          |                                                                          |              |     |   |  |
| | [ 3 ]                                                                    |                                                                          | 1            | 2   | 3 |  |
| 1 | Canadà · Itàlia                                                          | Bianca Andreescu Elisabetta Cocciaretto                                  | 7 63         | 6 3 |   |  |
| 2 | Canadà · Itàlia                                                          | Leylah Fernandez Martina Trevisan                                        | 6 0          | 6 0 |   |  |
| 3 | Canadà · Itàlia                                                          | Gabriela Dabrowski / Leylah Fernandez Lucia Bronzetti / Jasmine Paolini  | 6 1          | 6 1 |   |  |

#### Suïssa vs. Canadà
| · Suïssa · 2 | Emirates Arena, Glasgow, Regne Unit 11 de novembre de 2022 Dura interior | Emirates Arena, Glasgow, Regne Unit 11 de novembre de 2022 Dura interior | · Canadà · 1 |     |     |  |
| \| \| [4] \| \| 1 \| 2 \| 3 \| \| \| - \| --------------- \| -------------------------------------------------------------------- \| --- \| --- \| --- \| \| \| 1 \| Suïssa · Canadà \| Viktorija Golubic Bianca Andreescu \| 2 6 \| 6 3 \| 6 4 \| \| \| 2 \| Suïssa · Canadà \| Belinda Bencic Leylah Fernandez \| 6 0 \| 7 5 \| \| \| \| 3 \| Suïssa · Canadà \| Jil Teichmann / Simona Waltert Gabriela Dabrowski / Leylah Fernandez \| 2 6 \| 1 6 \| \| \| |                                                                          |                                                                          |              |     |     |  |
| | [ 4 ]                                                                    |                                                                          | 1            | 2   | 3   |  |
| 1 | Suïssa · Canadà                                                          | Viktorija Golubic Bianca Andreescu                                       | 2 6          | 6 3 | 6 4 |  |
| 2 | Suïssa · Canadà                                                          | Belinda Bencic Leylah Fernandez                                          | 6 0          | 7 5 |     |  |
| 3 | Suïssa · Canadà                                                          | Jil Teichmann / Simona Waltert Gabriela Dabrowski / Leylah Fernandez     | 2 6          | 1 6 |     |  |

### Grup B

#### Classificació
| CS | País       | Austràlia | Eslovàquia | Bèlgica | Punts | Partits | Sets | Pos. |
| 2  | Austràlia  |           | 2−1        | 3−0     | 2−0   | 5−1     | 11−3 | 1    |
|    | Eslovàquia | 1−2       |            | 2−1     | 1−1   | 3−3     | 6−8  | 2    |
|    | Bèlgica    | 0−3       | 1−2        |         | 0−2   | 1−5     | 4−10 | 3    |

#### Austràlia vs. Eslovàquia
| · Austràlia · 2 | Emirates Arena, Glasgow, Regne Unit 8 de novembre de 2022 Dura interior | Emirates Arena, Glasgow, Regne Unit 8 de novembre de 2022 Dura interior | · Eslovàquia · 1 |     |          |  |
| \| \| [5] \| \| 1 \| 2 \| 3 \| \| \| - \| ---------------------- \| ---------------------------------------------------------------- \| --- \| --- \| -------- \| \| \| 1 \| Austràlia · Eslovàquia \| Storm Sanders Viktória Kužmová \| 6 4 \| 6 3 \| \| \| \| 2 \| Austràlia · Eslovàquia \| Ajla Tomljanović Anna Karolína Schmiedlová \| 6 1 \| 6 2 \| \| \| \| 3 \| Austràlia · Eslovàquia \| Ellen Perez / Storm Sanders Viktória Kužmová / Tereza Mihalíková \| 6 2 \| 3 6 \| [6] [10] \| \| |                                                                         |                                                                         |                  |     |          |  |
| | [ 5 ]                                                                   |                                                                         | 1                | 2   | 3        |  |
| 1 | Austràlia · Eslovàquia                                                  | Storm Sanders Viktória Kužmová                                          | 6 4              | 6 3 |          |  |
| 2 | Austràlia · Eslovàquia                                                  | Ajla Tomljanović Anna Karolína Schmiedlová                              | 6 1              | 6 2 |          |  |
| 3 | Austràlia · Eslovàquia                                                  | Ellen Perez / Storm Sanders Viktória Kužmová / Tereza Mihalíková        | 6 2              | 3 6 | [6] [10] |  |

#### Eslovàquia vs. Bèlgica
| · Eslovàquia · 2 | Emirates Arena, Glasgow, Regne Unit 9 de novembre de 2022 Dura interior | Emirates Arena, Glasgow, Regne Unit 9 de novembre de 2022 Dura interior | · Bèlgica · 1 |      |     |  |
| \| \| [6] \| \| 1 \| 2 \| 3 \| \| \| - \| -------------------- \| --------------------------------------------------------------------- \| --- \| ---- \| --- \| \| \| 1 \| Eslovàquia · Bèlgica \| Viktória Kužmová Ysaline Bonaventure \| 6 2 \| 7 67 \| \| \| \| 2 \| Eslovàquia · Bèlgica \| Anna Karolína Schmiedlová Marina Zanevska \| 5 7 \| 6 2 \| 6 3 \| \| \| 3 \| Eslovàquia · Bèlgica \| Viktória Kužmová / Tereza Mihalíková Kirsten Flipkens / Elise Mertens \| 0 6 \| 3 6 \| \| \| |                                                                         |                                                                         |               |      |     |  |
| | [ 6 ]                                                                   |                                                                         | 1             | 2    | 3   |  |
| 1 | Eslovàquia · Bèlgica                                                    | Viktória Kužmová Ysaline Bonaventure                                    | 6 2           | 7 67 |     |  |
| 2 | Eslovàquia · Bèlgica                                                    | Anna Karolína Schmiedlová Marina Zanevska                               | 5 7           | 6 2  | 6 3 |  |
| 3 | Eslovàquia · Bèlgica                                                    | Viktória Kužmová / Tereza Mihalíková Kirsten Flipkens / Elise Mertens   | 0 6           | 3 6  |     |  |

#### Austràlia vs. Bèlgica
| · Austràlia · 3 | Emirates Arena, Glasgow, Regne Unit 10 de novembre de 2022 Dura interior | Emirates Arena, Glasgow, Regne Unit 10 de novembre de 2022 Dura interior | · Bèlgica · 0 |     |     |          |
| \| \| [7] \| \| 1 \| 2 \| 3 \| \| \| - \| ------------------- \| ---------------------------------------------------------------------- \| --- \| --- \| --- \| -------- \| \| 1 \| Austràlia · Bèlgica \| Storm Sanders Alison Van Uytvanck \| 6 2 \| 6 2 \| \| \| \| 2 \| Austràlia · Bèlgica \| Ajla Tomljanović Elise Mertens \| 4 6 \| 6 4 \| 3 0 \| retirada \| \| 3 \| Austràlia · Bèlgica \| Storm Sanders / Samantha Stosur Ysaline Bonaventure / Kirsten Flipkens \| 6 4 \| 6 3 \| \| \| |                                                                          |                                                                          |               |     |     |          |
| | [ 7 ]                                                                    |                                                                          | 1             | 2   | 3   |          |
| 1 | Austràlia · Bèlgica                                                      | Storm Sanders Alison Van Uytvanck                                        | 6 2           | 6 2 |     |          |
| 2 | Austràlia · Bèlgica                                                      | Ajla Tomljanović Elise Mertens                                           | 4 6           | 6 4 | 3 0 | retirada |
| 3 | Austràlia · Bèlgica                                                      | Storm Sanders / Samantha Stosur Ysaline Bonaventure / Kirsten Flipkens   | 6 4           | 6 3 |     |          |

### Grup C

#### Classificació
| CS | País       | Espanya | Kazakhstan | Regne Unit | Punts | Partits | Sets | Pos. |
| 3  | Espanya    |         | 3−0        | 0−3        | 1−1   | 3−3     | 6−8  | 2    |
|    | Kazakhstan | 0−3     |            | 2−1        | 1−1   | 2−4     | 6−9  | 3    |
|    | Regne Unit | 3−0     | 1−2        |            | 1−1   | 4−2     | 9−4  | 1    |

#### Kazakhstan vs. Regne Unit
| · Kazakhstan · 2 | Emirates Arena, Glasgow, Regne Unit 8 de novembre de 2022 Dura interior | Emirates Arena, Glasgow, Regne Unit 8 de novembre de 2022 Dura interior | · Regne Unit · 1 |     |     |  |
| \| \| [8] \| \| 1 \| 2 \| 3 \| \| \| - \| ----------------------- \| ---------------------------------------------------------------- \| --- \| --- \| --- \| \| \| 1 \| Kazakhstan · Regne Unit \| Yulia Putintseva Katie Boulter \| 4 6 \| 6 3 \| 6 2 \| \| \| 2 \| Kazakhstan · Regne Unit \| Ielena Ribàkina Harriet Dart \| 6 1 \| 6 4 \| \| \| \| 3 \| Kazakhstan · Regne Unit \| Anna Danilina / Ielena Ribàkina Alicia Barnett / Olivia Nicholls \| 5 7 \| 3 6 \| \| \| |                                                                         |                                                                         |                  |     |     |  |
| | [ 8 ]                                                                   |                                                                         | 1                | 2   | 3   |  |
| 1 | Kazakhstan · Regne Unit                                                 | Yulia Putintseva Katie Boulter                                          | 4 6              | 6 3 | 6 2 |  |
| 2 | Kazakhstan · Regne Unit                                                 | Ielena Ribàkina Harriet Dart                                            | 6 1              | 6 4 |     |  |
| 3 | Kazakhstan · Regne Unit                                                 | Anna Danilina / Ielena Ribàkina Alicia Barnett / Olivia Nicholls        | 5 7              | 3 6 |     |  |

#### Espanya vs. Kazakhstan
| · Espanya · 3 | Emirates Arena, Glasgow, Regne Unit 9 de novembre de 2022 Dura interior | Emirates Arena, Glasgow, Regne Unit 9 de novembre de 2022 Dura interior | · Kazakhstan · 0 |     |      |  |
| \| \| [9] \| \| 1 \| 2 \| 3 \| \| \| - \| -------------------- \| -------------------------------------------------------------- \| --- \| --- \| ---- \| \| \| 1 \| Espanya · Kazakhstan \| Nuria Párrizas Díaz Yulia Putintseva \| 6 4 \| 2 6 \| 7 65 \| \| \| 2 \| Espanya · Kazakhstan \| Paula Badosa Ielena Ribàkina \| 6 2 \| 3 6 \| 6 4 \| \| \| 3 \| Espanya · Kazakhstan \| Paula Badosa / Aliona Bolsova Anna Danilina / Yulia Putintseva \| 6 4 \| 6 2 \| \| \| |                                                                         |                                                                         |                  |     |      |  |
| | [ 9 ]                                                                   |                                                                         | 1                | 2   | 3    |  |
| 1 | Espanya · Kazakhstan                                                    | Nuria Párrizas Díaz Yulia Putintseva                                    | 6 4              | 2 6 | 7 65 |  |
| 2 | Espanya · Kazakhstan                                                    | Paula Badosa Ielena Ribàkina                                            | 6 2              | 3 6 | 6 4  |  |
| 3 | Espanya · Kazakhstan                                                    | Paula Badosa / Aliona Bolsova Anna Danilina / Yulia Putintseva          | 6 4              | 6 2 |      |  |

#### Espanya vs. Regne Unit
| · Espanya · 0 | Emirates Arena, Glasgow, Regne Unit 10 de novembre de 2022 Dura interior | Emirates Arena, Glasgow, Regne Unit 10 de novembre de 2022 Dura interior | · Regne Unit · 3 |     |   |  |
| \| \| [10] \| \| 1 \| 2 \| 3 \| \| \| - \| -------------------- \| ----------------------------------------------------------------- \| ---- \| --- \| - \| \| \| 1 \| Espanya · Regne Unit \| Nuria Párrizas Díaz Heather Watson \| 0 6 \| 2 6 \| \| \| \| 2 \| Espanya · Regne Unit \| Paula Badosa Harriet Dart \| 3 6 \| 4 6 \| \| \| \| 3 \| Espanya · Regne Unit \| Aliona Bolsova / Rebeka Masarova Alicia Barnett / Olivia Nicholls \| 65 7 \| 2 6 \| \| \| |                                                                          |                                                                          |                  |     |   |  |
| | [ 10 ]                                                                   |                                                                          | 1                | 2   | 3 |  |
| 1 | Espanya · Regne Unit                                                     | Nuria Párrizas Díaz Heather Watson                                       | 0 6              | 2 6 |   |  |
| 2 | Espanya · Regne Unit                                                     | Paula Badosa Harriet Dart                                                | 3 6              | 4 6 |   |  |
| 3 | Espanya · Regne Unit                                                     | Aliona Bolsova / Rebeka Masarova Alicia Barnett / Olivia Nicholls        | 65 7             | 2 6 |   |  |

### Grup D

#### Classificació
| CS | País         | Txèquia | Estats Units | Polònia | Punts | Partits | Sets | Pos. |
| 4  | Txèquia      |         | 2−1          | 2−1     | 2−0   | 4−2     | 8−4  | 1    |
|    | Estats Units | 1−2     |              | 2−1     | 1−1   | 3−3     | 7−7  | 2    |
|    | Polònia      | 1−2     | 1−2          |         | 0−2   | 2−4     | 5−9  | 3    |

#### Estats Units vs. Polònia
| · Estats Units · 2 | Emirates Arena, Glasgow, Regne Unit 9 de novembre de 2022 Dura interior | Emirates Arena, Glasgow, Regne Unit 9 de novembre de 2022 Dura interior | · Polònia · 1 |     |      |  |
| \| \| [11] \| \| 1 \| 2 \| 3 \| \| \| - \| ---------------------- \| --------------------------------------------------------- \| --- \| --- \| ---- \| \| \| 1 \| Estats Units · Polònia \| Danielle Collins Magdalena Fręch \| 6 4 \| 3 6 \| 7 62 \| \| \| 2 \| Estats Units · Polònia \| Madison Keys Magda Linette \| 4 6 \| 6 4 \| 2 6 \| \| \| 3 \| Estats Units · Polònia \| Coco Gauff / Caty McNally Magda Linette / Alicja Rosolska \| 6 1 \| 6 2 \| \| \| |                                                                         |                                                                         |               |     |      |  |
| | [ 11 ]                                                                  |                                                                         | 1             | 2   | 3    |  |
| 1 | Estats Units · Polònia                                                  | Danielle Collins Magdalena Fręch                                        | 6 4           | 3 6 | 7 62 |  |
| 2 | Estats Units · Polònia                                                  | Madison Keys Magda Linette                                              | 4 6           | 6 4 | 2 6  |  |
| 3 | Estats Units · Polònia                                                  | Coco Gauff / Caty McNally Magda Linette / Alicja Rosolska               | 6 1           | 6 2 |      |  |

#### Txèquia vs. Polònia
| · Txèquia · 2 | Emirates Arena, Glasgow, Regne Unit 10 de novembre de 2022 Dura interior | Emirates Arena, Glasgow, Regne Unit 10 de novembre de 2022 Dura interior | · Polònia · 1 |     |   |  |
| \| \| [12] \| \| 1 \| 2 \| 3 \| \| \| - \| ----------------- \| ----------------------------------------------------------------------- \| --- \| --- \| - \| \| \| 1 \| Txèquia · Polònia \| Karolína Muchová Magdalena Fręch \| 6 2 \| 6 2 \| \| \| \| 2 \| Txèquia · Polònia \| Karolína Plísková Magda Linette \| 4 6 \| 1 6 \| \| \| \| 3 \| Txèquia · Polònia \| Kateřina Siniaková / Markéta Vondroušová Katarzyna Kawa / Magda Linette \| 6 2 \| 6 3 \| \| \| |                                                                          |                                                                          |               |     |   |  |
| | [ 12 ]                                                                   |                                                                          | 1             | 2   | 3 |  |
| 1 | Txèquia · Polònia                                                        | Karolína Muchová Magdalena Fręch                                         | 6 2           | 6 2 |   |  |
| 2 | Txèquia · Polònia                                                        | Karolína Plísková Magda Linette                                          | 4 6           | 1 6 |   |  |
| 3 | Txèquia · Polònia                                                        | Kateřina Siniaková / Markéta Vondroušová Katarzyna Kawa / Magda Linette  | 6 2           | 6 3 |   |  |

#### Txèquia vs. Estats Units
| · Txèquia · 2 | Emirates Arena, Glasgow, Regne Unit 11 de novembre de 2022 Dura interior | Emirates Arena, Glasgow, Regne Unit 11 de novembre de 2022 Dura interior | · Estats Units · 1 |     |   |  |
| \| \| [13] \| \| 1 \| 2 \| 3 \| \| \| - \| ---------------------- \| ------------------------------------------------------------------- \| ---- \| --- \| - \| \| \| 1 \| Txèquia · Estats Units \| Markéta Vondroušová Danielle Collins \| 6 3 \| 6 3 \| \| \| \| 2 \| Txèquia · Estats Units \| Kateřina Siniaková Coco Gauff \| 7 61 \| 6 1 \| \| \| \| 3 \| Txèquia · Estats Units \| Karolína Muchová / Karolína Plísková Madison Keys / Taylor Townsend \| 3 6 \| 3 6 \| \| \| |                                                                          |                                                                          |                    |     |   |  |
| | [ 13 ]                                                                   |                                                                          | 1                  | 2   | 3 |  |
| 1 | Txèquia · Estats Units                                                   | Markéta Vondroušová Danielle Collins                                     | 6 3                | 6 3 |   |  |
| 2 | Txèquia · Estats Units                                                   | Kateřina Siniaková Coco Gauff                                            | 7 61               | 6 1 |   |  |
| 3 | Txèquia · Estats Units                                                   | Karolína Muchová / Karolína Plísková Madison Keys / Taylor Townsend      | 3 6                | 3 6 |   |  |

## Fase final

### Quadre
|  | Semifinals 12 de novembre | Semifinals 12 de novembre | Semifinals 12 de novembre |   |           | Final 13 de novembre | Final 13 de novembre | Final 13 de novembre |  |  |  |  |
|  |                           |                           |                           |   |           |                      |                      |                      |  |  |  |  |
|  |                           |                           |                           |   |           |                      |                      |                      |  |  |  |  |
|  | 1                         | Suïssa                    | 2                         |   |           |                      |                      |                      |  |  |  |  |
|  | 1                         | Suïssa                    | 2                         |   |           |                      |                      |                      |  |  |  |  |
|  | 4                         | Txèquia                   | 0                         |   |           |                      |                      |                      |  |  |  |  |
|  | 4                         | Txèquia                   | 0                         |   | 1         | Suïssa               | 2                    |                      |  |  |  |  |
|  |                           |                           |                           |   | 1         | Suïssa               | 2                    |                      |  |  |  |  |
|  |                           | 2                         | Austràlia                 | 0 |           |                      |                      |                      |  |  |  |  |
|  | 2                         | 2                         | Austràlia                 | 0 | Austràlia | 2                    |                      |                      |  |  |  |  |
|  | 2                         |                           |                           |   |           |                      |                      |                      |  |  |  |  |
|  |                           | Regne Unit                | 1                         |   |           |                      |                      |                      |  |  |  |  |

### Semifinals

#### Suïssa vs. Txèquia
| · Suïssa · 2 | Emirates Arena, Glasgow, Regne Unit 12 de novembre de 2022 Dura interior | Emirates Arena, Glasgow, Regne Unit 12 de novembre de 2022 Dura interior | · Txèquia · 0 |     |   |             |
| \| \| [14] \| \| 1 \| 2 \| 3 \| \| \| - \| ---------------- \| ----------------------------------------------------------------------- \| --- \| --- \| - \| ----------- \| \| 1 \| Suïssa · Txèquia \| Viktorija Golubic Karolína Muchová \| 6 4 \| 6 4 \| \| \| \| 2 \| Suïssa · Txèquia \| Belinda Bencic Karolína Plísková \| 6 2 \| 7 6 \| \| \| \| 3 \| Suïssa · Txèquia \| Belinda Bencic / Jil Teichmann Kateřina Siniaková / Markéta Vondroušová \| \| \| \| no disputat \| |                                                                          |                                                                          |               |     |   |             |
| | [ 14 ]                                                                   |                                                                          | 1             | 2   | 3 |             |
| 1 | Suïssa · Txèquia                                                         | Viktorija Golubic Karolína Muchová                                       | 6 4           | 6 4 |   |             |
| 2 | Suïssa · Txèquia                                                         | Belinda Bencic Karolína Plísková                                         | 6 2           | 7 6 |   |             |
| 3 | Suïssa · Txèquia                                                         | Belinda Bencic / Jil Teichmann Kateřina Siniaková / Markéta Vondroušová  |               |     |   | no disputat |

#### Regne Unit vs. Austràlia
| · Regne Unit · 1 | Emirates Arena, Glasgow, Regne Unit 12 de novembre de 2022 Dura interior | Emirates Arena, Glasgow, Regne Unit 12 de novembre de 2022 Dura interior | · Austràlia · 2 |      |          |  |
| \| \| [15] \| \| 1 \| 2 \| 3 \| \| \| - \| ---------------------- \| ---------------------------------------------------------------- \| ---- \| ---- \| -------- \| \| \| 1 \| Regne Unit · Austràlia \| Heather Watson Storm Sanders \| 4 6 \| 63 7 \| \| \| \| 2 \| Regne Unit · Austràlia \| Harriet Dart Ajla Tomljanovic \| 7 63 \| 6 2 \| \| \| \| 3 \| Regne Unit · Austràlia \| Alicia Barnett / Olivia Nicholls Storm Sanders / Samantha Stosur \| 61 7 \| 7 65 \| [6] [10] \| \| |                                                                          |                                                                          |                 |      |          |  |
| | [ 15 ]                                                                   |                                                                          | 1               | 2    | 3        |  |
| 1 | Regne Unit · Austràlia                                                   | Heather Watson Storm Sanders                                             | 4 6             | 63 7 |          |  |
| 2 | Regne Unit · Austràlia                                                   | Harriet Dart Ajla Tomljanovic                                            | 7 63            | 6 2  |          |  |
| 3 | Regne Unit · Austràlia                                                   | Alicia Barnett / Olivia Nicholls Storm Sanders / Samantha Stosur         | 61 7            | 7 65 | [6] [10] |  |

### Final
| · Suïssa · 2 | Emirates Arena, Glasgow, Regne Unit 13 de novembre de 2022 Dura interior | Emirates Arena, Glasgow, Regne Unit 13 de novembre de 2022 Dura interior | · Austràlia · 0 |     |     |             |
| \| \| [16] \| \| 1 \| 2 \| 3 \| \| \| - \| ------------------ \| -------------------------------------------------------------- \| --- \| --- \| --- \| ----------- \| \| 1 \| Suïssa · Austràlia \| Jil Teichmann Storm Sanders \| 6 3 \| 4 6 \| 6 3 \| \| \| 2 \| Suïssa · Austràlia \| Belinda Bencic Ajla Tomljanovic \| 6 2 \| 6 1 \| \| \| \| 3 \| Suïssa · Austràlia \| Belinda Bencic / Jil Teichmann Storm Sanders / Samantha Stosur \| \| \| \| no disputat \| |                                                                          |                                                                          |                 |     |     |             |
| | [ 16 ]                                                                   |                                                                          | 1               | 2   | 3   |             |
| 1 | Suïssa · Austràlia                                                       | Jil Teichmann Storm Sanders                                              | 6 3             | 4 6 | 6 3 |             |
| 2 | Suïssa · Austràlia                                                       | Belinda Bencic Ajla Tomljanovic                                          | 6 2             | 6 1 |     |             |
| 3 | Suïssa · Austràlia                                                       | Belinda Bencic / Jil Teichmann Storm Sanders / Samantha Stosur           |                 |     |     | no disputat |